# Schupfholz
Schupfholz ist ein Weiler im Nordwesten der Gemeinde Vörstetten im Landkreis Emmendingen.
Der Ort mit 60 Einwohnern besteht aus einigen Anwesen längs der Kaiserstuhlstraße. Zu Schupfholz gehört auch der Nockhof. Erstmalige Erwähnung fand der Ort 1276 als Schuphholz. 